# اکللیم
اکللیم (به فرانسوی: Aklim) یک منطقهٔ مسکونی در مراکش است که در Oriental (Morocco) واقع شده‌است.

## خصوصیات
اکللیم ۸٬۹۶۹ نفر جمعیت دارد.